# Radverkehr

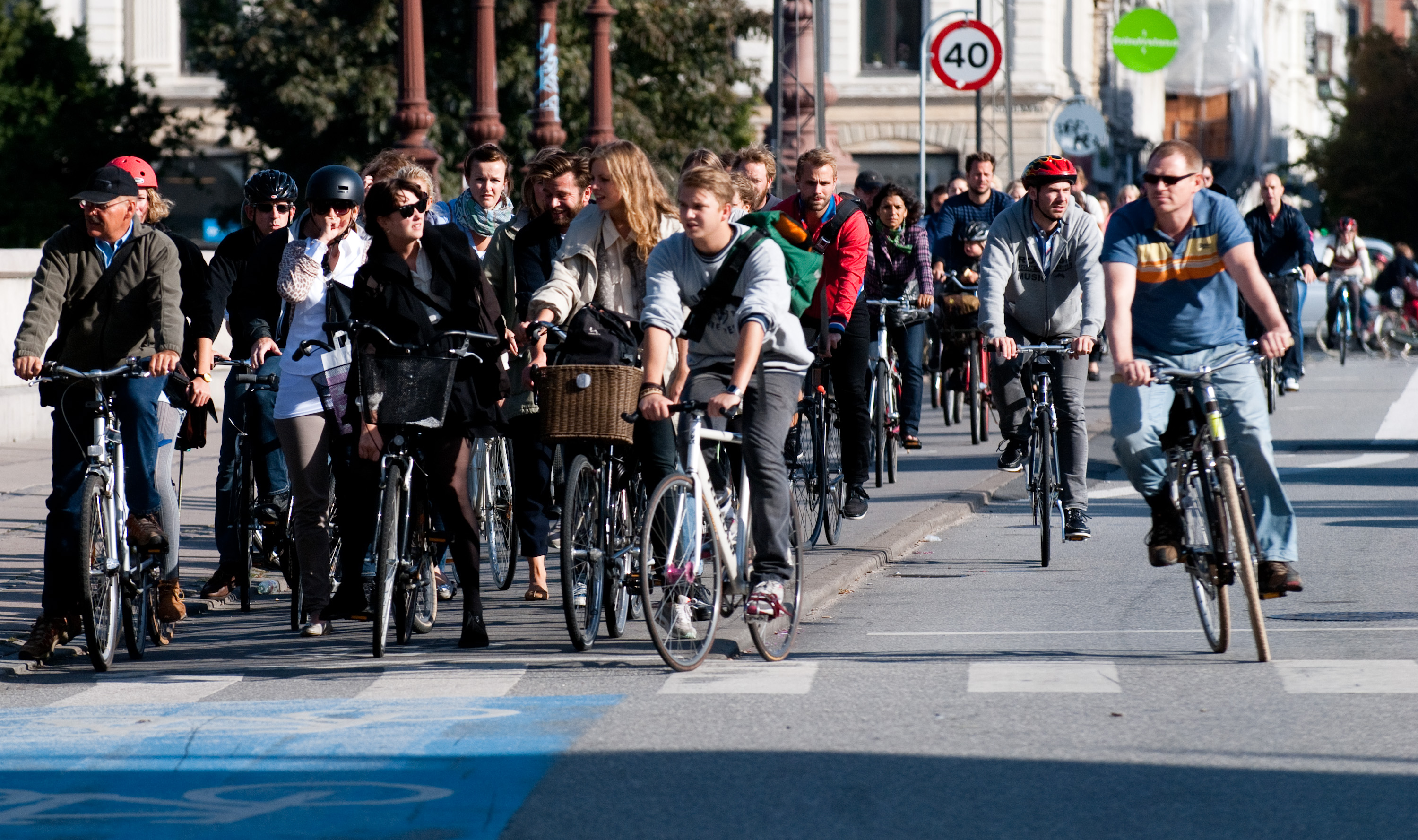
Radverkehr im dänischen Kopenhagen, neben Amsterdam einer der (teils selbsternannten) „Fahrradhauptstädte Europas“

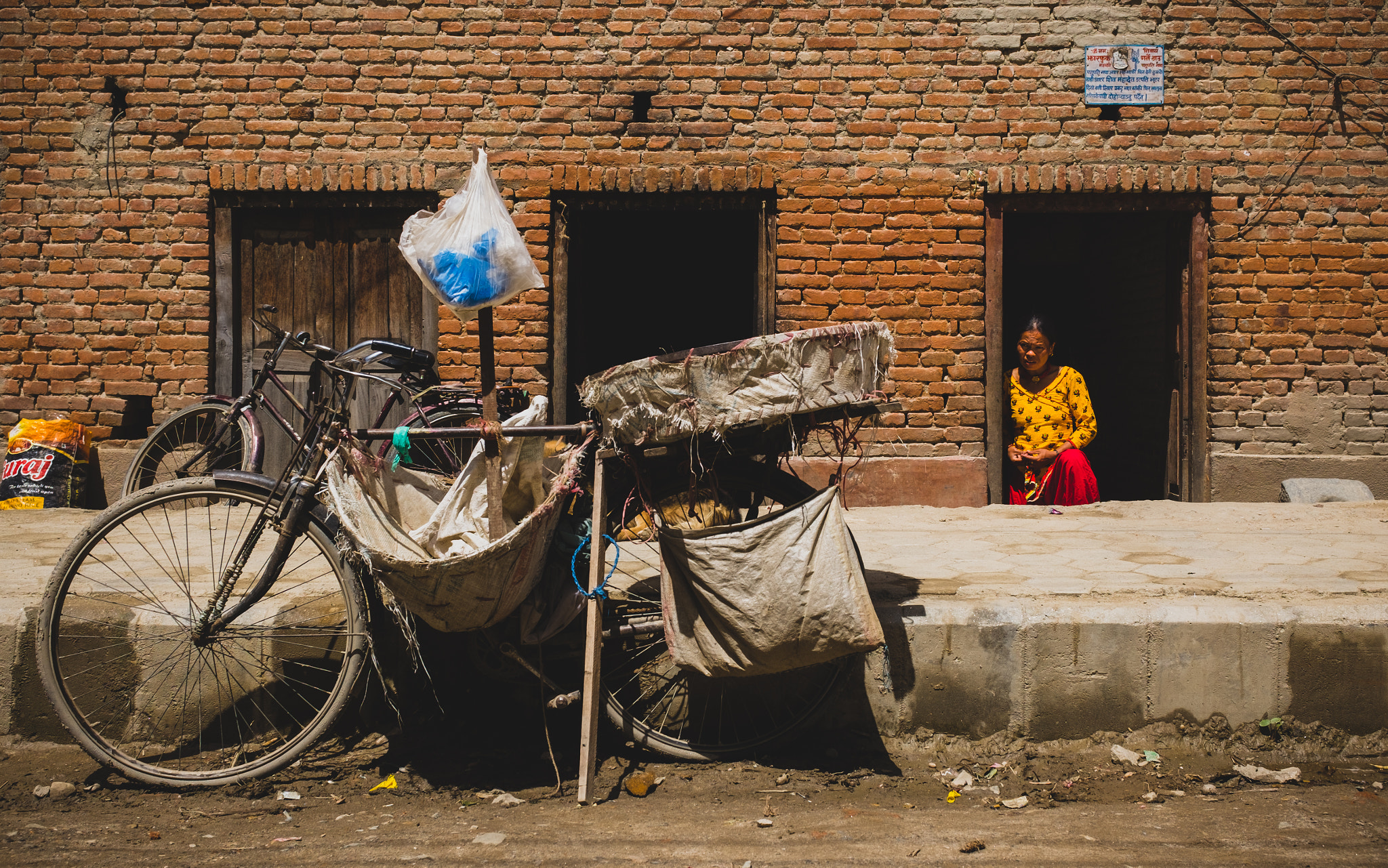
Ein „Lastenrad“ bei Kathmandu (Nepal, April 2015)

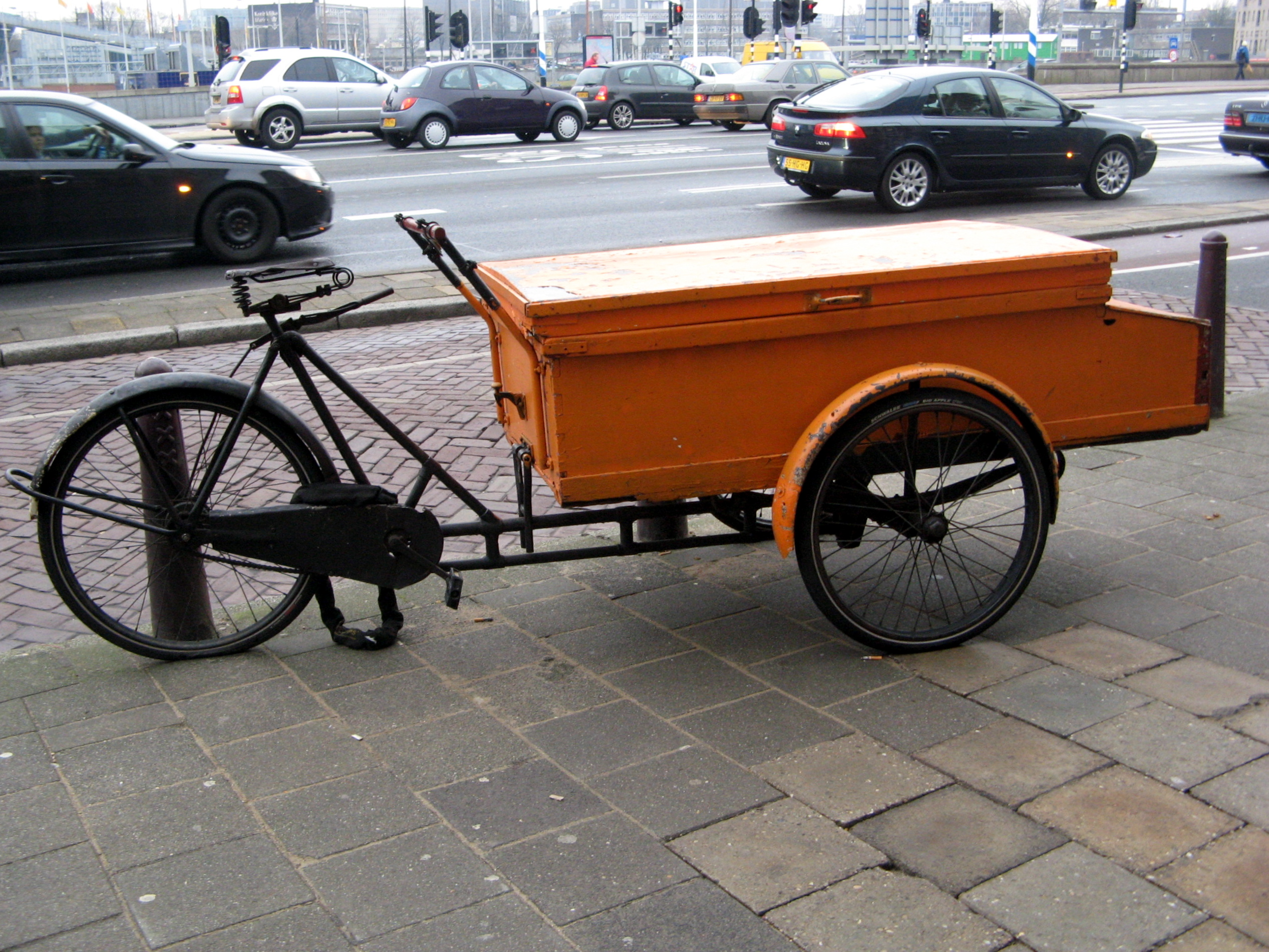
Ein Lastenrad älterer Bauart in Amsterdam (März 2010)

Radverkehr, auch Fahrradverkehr und in der Schweiz Veloverkehr, bezeichnet die Fortbewegung durch Fahrradfahren. Dabei wird das muskelkraftbetriebene Fahrzeug Fahrrad zum Transports von Menschen und Gütern genutzt. Der Radverkehr ist eine flächenverbrauchsarme, individuelle, gesunde und nachhaltige Art der Fortbewegung und Logistik, die Feinstaub, Lärm und Abgase vermeidet. Er ist wesentlicher Bestandteil der Fahrradkultur.
In Deutschland wurden 2017 täglich etwa 28 Millionen Fahrten mit einer Weglänge von zusammen rund 112 Mio. km mit dem Fahrrad erbracht. In der Schweiz werden täglich etwa 8 Mio. km gefahren.

## Arten des Radverkehrs
Radverkehr kann unterteilt werden in Alltagsradverkehr, touristischen Radverkehr und Radsport, die aus den unterschiedlichen Anforderungen und Verkehrsabsichten resultieren. Der Wirtschaftsverkehr per Fahrrad – insbesondere der gewerbliche Warentransport – nimmt insbesondere in Ballungsräumen zu. Diese Art des Radverkehrs wird unter dem Begriff Radlogistik gefasst.
Der Alltagsverkehr findet ganzjährig statt, unterliegt aber wie der Fahrradtourismus saisonalen Schwankungen. Der Straßenradsport hat nur einen geringen Anteil am gesamten Radverkehr.

## Fahrzeug
Das Fahrrad ist das Fahrzeug des Radverkehrs. Pedelecs, welche elektrisch unterstützen, werden in der Regel wie Fahrräder gehandhabt. Dabei gibt es vielfältige Fahrradtypen, welche auf verschiedene Anwendungen oder Terrains spezialisiert sind.
Fahrräder können sowohl für den Personentransport als auch für den Lastentransport geeignet sein.

### Verbreitung
Es wird geschätzt, dass es weltweit etwa über 1 Mrd. Fahrräder existieren. Davon sind etwa 84 Mio. Fahrräder und E-Bikes in Deutschland im Bestand zu finden, davon sind 11 Mio. E-Bikes. In Österreich haben 68 % der Haushalte mindestens ein Fahrrad.

### Verkäufe und Umsatz
Weltweit wurden 2023 geschätzt etwa über 133 Mio. Fahrräder und E-Bikes verkauft und damit umgerechnet etwa 56 Mrd. € umgesetzt. Davon 4,0 Mio. Fahrzeuge in Deutschland mit einem Umsatzvolumen von 7,06 Mrd. €. Dabei wurden in Deutschland 2023 erstmals mehr E-Bikes als Fahrräder verkauft. Dabei spielen geleaste Firmenräder mit 42 % am Umsatz einen wichtigen Anteil und sind damit von „überragender Bedeutung“. Dies liegt insbesondere daran, dass die Firmenräder durchschnittlich höherwertig sind.
Die deutsche Fahrradbranche beschäftigte 2019 etwa 281.000 Menschen und generierte einen Gesamtumsatz von etwa über 37 Mrd. €

## Potenzial

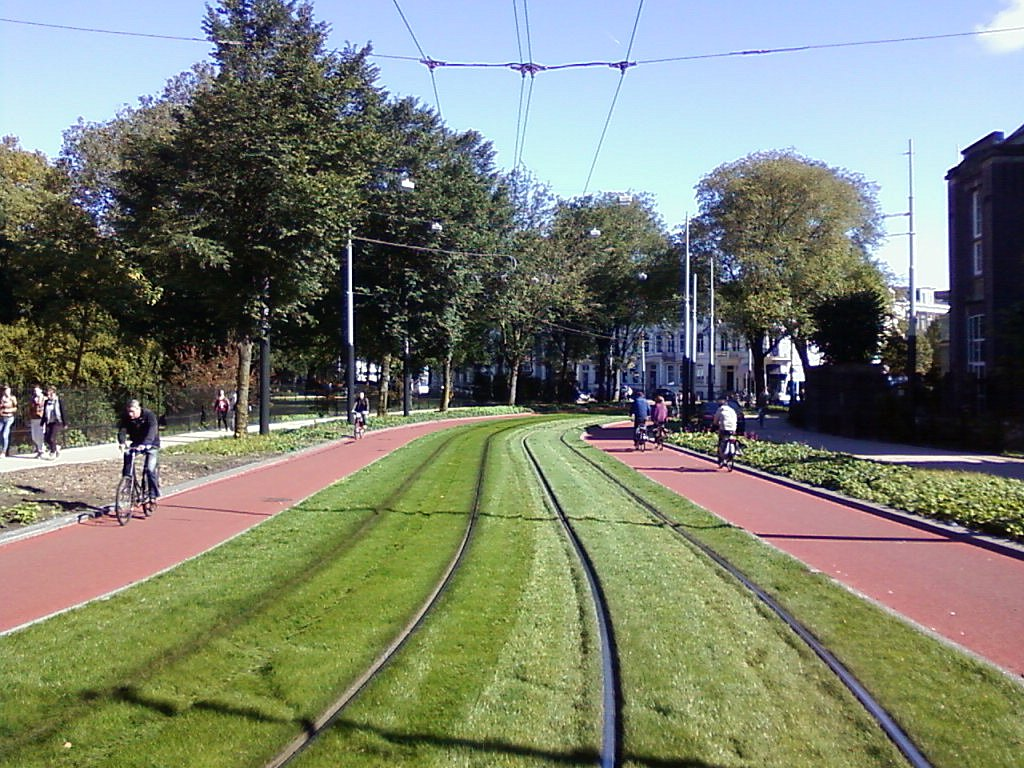
Radwege mit Tramlinie in Amsterdam

Der Fahrradverkehr hat das Potenzial, ca. 50 Prozent der mit dem städtischen motorisierten Individualverkehr zurückgelegten Wege zu ersetzen, die überwiegend als Kurzstreckenverkehr unter 10 Kilometer stattfinden. Damit ließe sich der Anteil des Radverkehrs am Gesamtverkehr (Modal Split) beträchtlich steigern.
- Fahrradverkehr ist schnell: Er kann in der Regel seine Geschwindigkeitsvorteile,[12] betrachtet als Reisezeit von Tür zu Tür, auf Strecken bis fünf Kilometer gegenüber allen anderen Verkehrsarten ausspielen. Mit Schaffung guter Rahmenbedingungen, wie dies u. a. durch die Anlage von Radschnellwegen in den Niederlanden und Dänemark erfolgte, gelingt das auch auf längeren Entfernungen.
- Fahrradverkehr ist kostengünstig: Ein Kilometer Radfahren kann gegenüber der Nutzung eines motorgetriebenen Automobils leicht Kosten von rund 10 ct/km allein durch die Kraftstoffeinsparung vermeiden.[13] Bei entsprechenden Fahrleistungen liegen auch die Fixkosten pro Kilometer, die sich aus Anschaffung und Wartung ergeben, deutlich unter denen von Automobilen.
- Der gesamtgesellschaftliche Nutzen des Radfahrens ist bei etwa 30 ct/km. Im Vergleich kostet jeder Kilometer mit dem Auto die Gesellschaft etwa 20 ct.[14]
- Fahrradfahrende bewegen sich gesünder:[15][16] Da sich Radfahrer mit Muskelkraft an der freien Luft bewegen, senken sie Erkrankungsrisiken und erhöhen ihre Lebenserwartung. Vorteilhaft ist zudem, dass beim Radfahren gesundheitsfördernde Fortbewegung sozusagen nebenbei erfolgt.
- Fahrradverkehr ermöglicht soziale Mobilität: Dadurch, dass Radfahrende gut zu sehen sind und Radfahrgeschwindigkeiten meist gering sind, ist eine intensivere Kommunikation zwischen den Verkehrsteilnehmern möglich als im Autoverkehr. Durch die Sichtbarkeit der Menschen wirken Städte mit Radverkehr belebt und lebenswert.

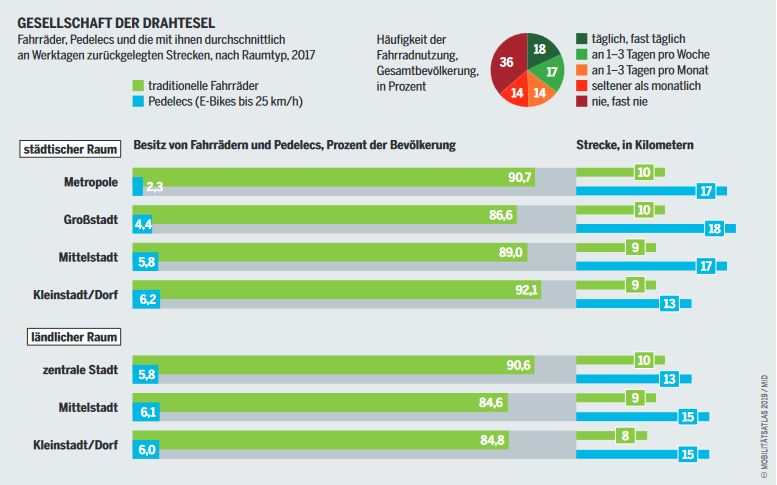
Besitz und Nutzung von Fahrrädern und Pedelecs in Deutschland, 2017. Grafik: Bartz/Stockmar, CC BY 4.0

- Fahrradverkehr stärkt lokalen Handel und belebt die Innenstädte: Fahrradfahrende haben meist weniger Transportkapazität als Autofahrer, zudem sind Radfahrer eher umwegsensibel. Deswegen erledigen Alltagsradfahrer ihren Einkauf meist auf ihren alltäglichen Wegen in Läden die auf kleinere Einkaufsmengen ausgelegt sind, also bevorzugt in den Stadtteil- und Dorfzentren sowie in den Innenstädten. Autogerechte Einkaufszentren an Stadträndern sind für Radfahrer wenig attraktiv. Da Radfahrer deutlich geringere Mobilitätskosten haben, steht ihnen mehr Geld für Konsum zur Verfügung.
- Fahrradverkehr schafft Platz: Sowohl die Verkehrswege als auch die Abstellanlagen von Fahrrädern benötigen weniger Verkehrsraum gegenüber dem motorisierten Individualverkehr.
- Fahrradverkehr entlastet Straßen: Aufgrund des verringerten Platzbedarfs des Radverkehrs entlastet jeder Autofahrer, der aufs Fahrrad umsteigt, den fahrenden wie ruhenden Straßenverkehr. Deswegen ist bei ausreichender Nutzung durch Radfahrer ein Umwidmen von Kraftfahr- zu Radfahr-Infrastruktur auch für den Autoverkehr von Vorteil.
- Fahrradinfrastruktur ist preiswert: Fahrräder sind viel leichter und beanspruchen weniger Platz als Kraftfahrzeuge. Daher sind Radverkehrsanlagen für vergleichbare Verkehrsaufkommen kleiner, preiswerter und dauerhafter als die Verkehrsinfrastruktur des motorisierten Individualverkehrs.
- Fahrradverkehr verringert die Zersiedelung: Radfahren ist vor allem im Radius bis zu 10 km attraktiv. Einwohner, die die Vorteile des Fahrrades für sich erkannt haben, werden entfernte Wohnstandorte mit weiten Verkehrswegen weniger attraktiv finden als Menschen, die überwiegend das Auto oder den ÖPNV nutzen.
- Fahrräder sind emissionsfrei und verursachen kaum Feinstaub[18] und Lärm; eine Problematik, die in dicht besiedelten Gebieten große Bedeutung hat.

## Infrastruktur
In der Regel nutzt der Radverkehr Verkehrswege und Einrichtungen, die auch für den allgemeinen Verkehr errichtet wurden. Daneben gibt es noch gesonderte Infrastruktur, die für den Radverkehr (baulich) errichtet werden kann.

### Verkehrswege
Abgesehen von den allgemeinen Verkehrswegen gibt es noch speziell für den Radverkehr vorgesehene Wege und Straßen, die unter Radverkehrsanlagen zusammengefasst werden.
Aufgrund des zur Fortbewegung nötigen Kraftaufwands haben kurze, umwegfreie Wege mit geringen Höhenunterschieden und ebenen, leicht zu befahrenden Straßenoberflächen für den Alltagsradverkehr einen höheren Stellenwert als für andere Arten der Fortbewegung.
Für den touristischen Radverkehr werden naturnahe Strecken mit Erholungswert bevorzugt, die abseits stark befahrener Straßen liegen. Radwanderwege sind in der Regel routenorientiert oder Teil einer Knotenpunktbezogene Wegweisung. Sie folgen häufig nicht der direktesten Verbindung zwischen zwei Orten, sondern nutzen landschaftlich schöne Strecken und touristische Ziele.

### Parken (Abstellanlagen)
Fahrraddiebstahl wird in Befragungen als eines der wesentlichen Hindernisse für eine weitere Zunahme des Radverkehrsanteils genannt. Fehlende oder schlechte Fahrradabstellanlagen begünstigen Fahrraddiebstähle, gute Anlagen bieten dagegen einen hohen Diebstahlschutz. Eine entscheidende Rolle spielen dabei die verwendeten Fahrradhalterungen. Seit Mai 2016 ist dafür die DIN-Norm 79008 „Stationäre Fahrradparksysteme“ gültig, die im Teil 1 Anforderungen an die Diebstahlschutzeigenschaften, Sicherheit und Gebrauchstauglichkeit von Fahrradabstellanlagen beschreibt; im Teil 2 sind die Prüfverfahren dafür definiert. Die DIN 79008 ist weitgehend hervorgegangen aus der Technischen Richtlinie TR 6102-0911 „Empfehlenswerte Fahrrad-Abstellanlagen“ des ADFC. Eine Registrierung der Fahrräder, bewachte Stationen oder abschließbare Boxen sind weitere Verbesserungsmöglichkeiten.
Radstationen und Parkmöglichkeiten

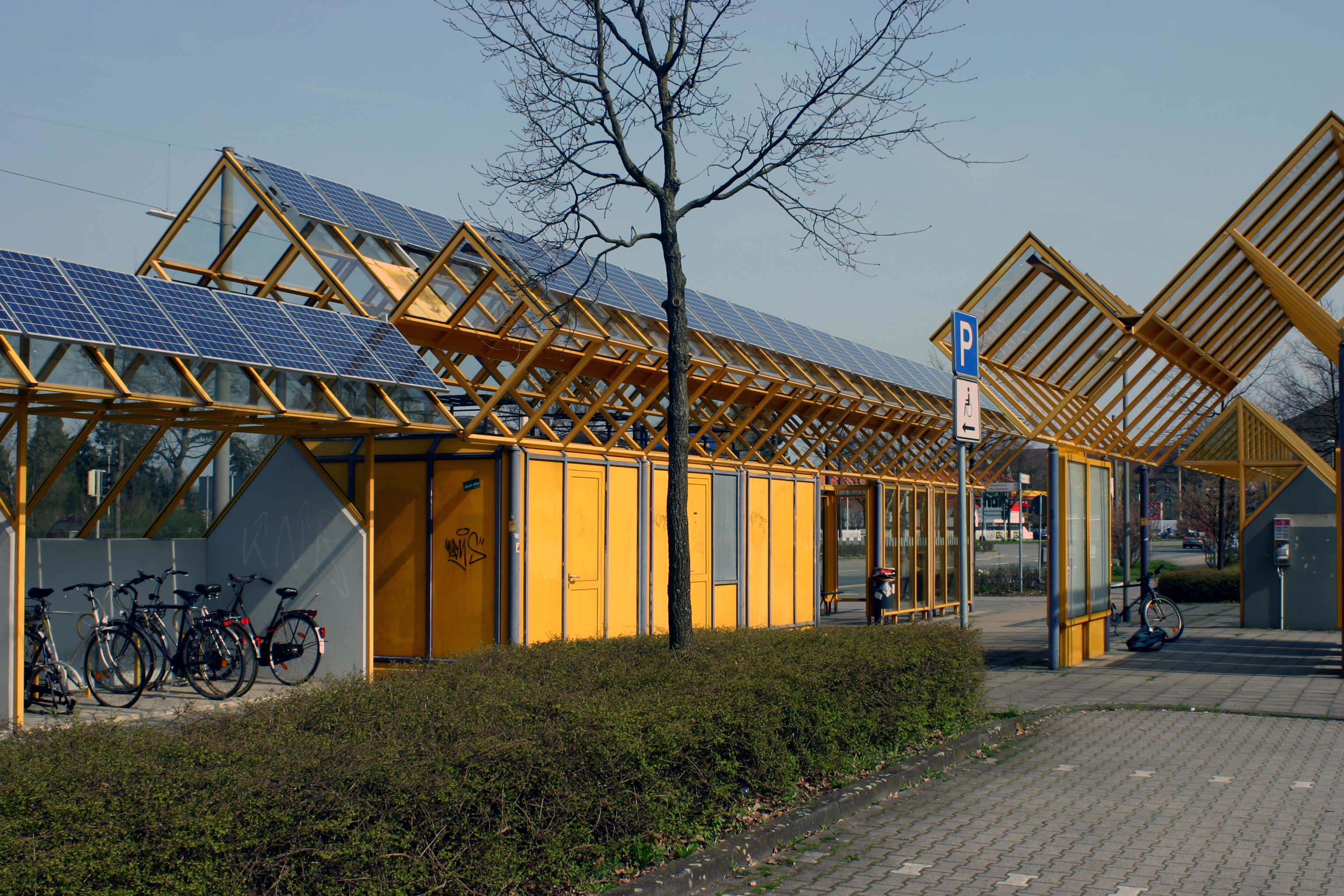
Münster, Weseler Straße
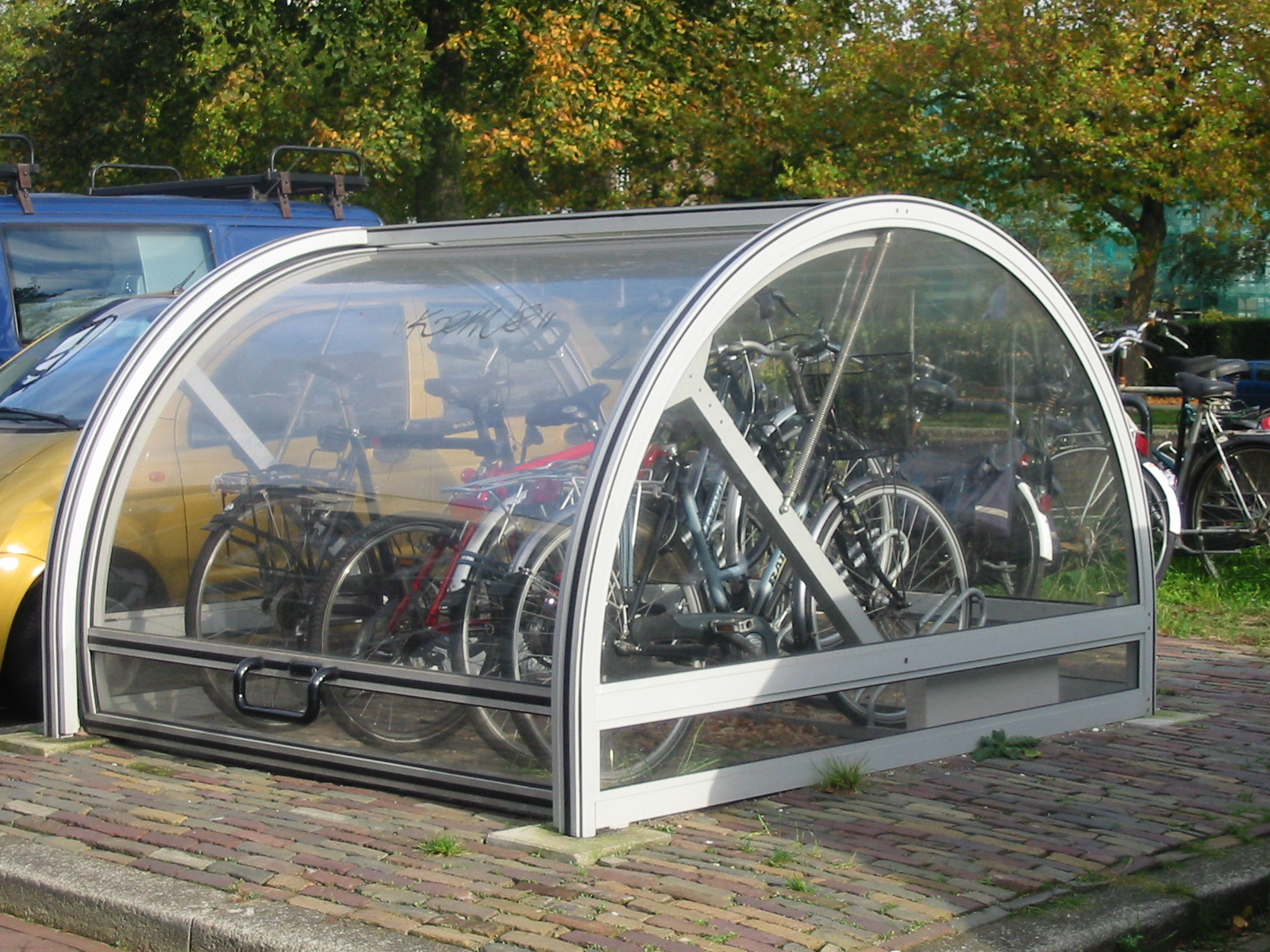
Delft
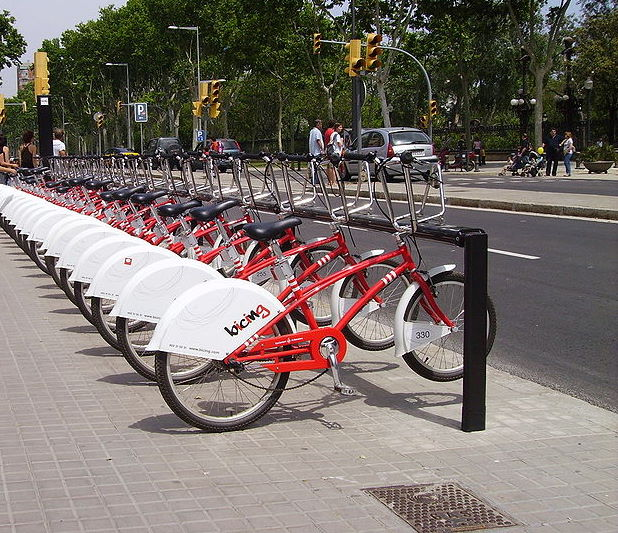
Barcelona
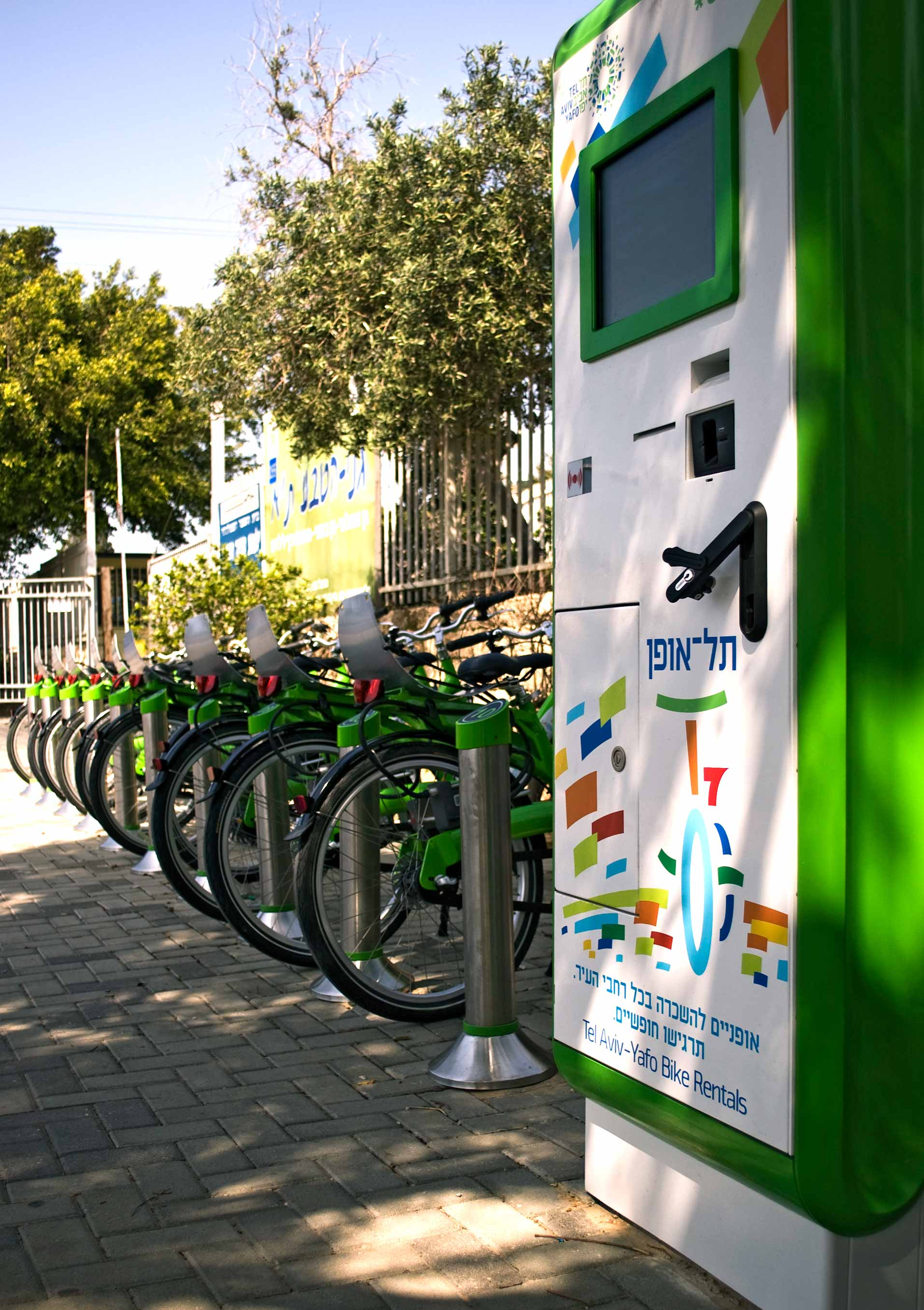
Tel Aviv

### Anbindung an öffentliche Transportmittel
Der Aktionsradius des Fahrradfahrers kann wesentlich erweitert werden, indem das Rad mit öffentlichen Transportmitteln befördert oder schienengebundener Verkehr wie Busverkehr für Anschlussfahrten genutzt wird. Niederflur-Fahrrad-Abteilen in Schienenfahrzeugen und Bussen erleichtern den Ein- und Ausstieg.

## Planung und Politische Vorhaben

### Planungsgrundlagen

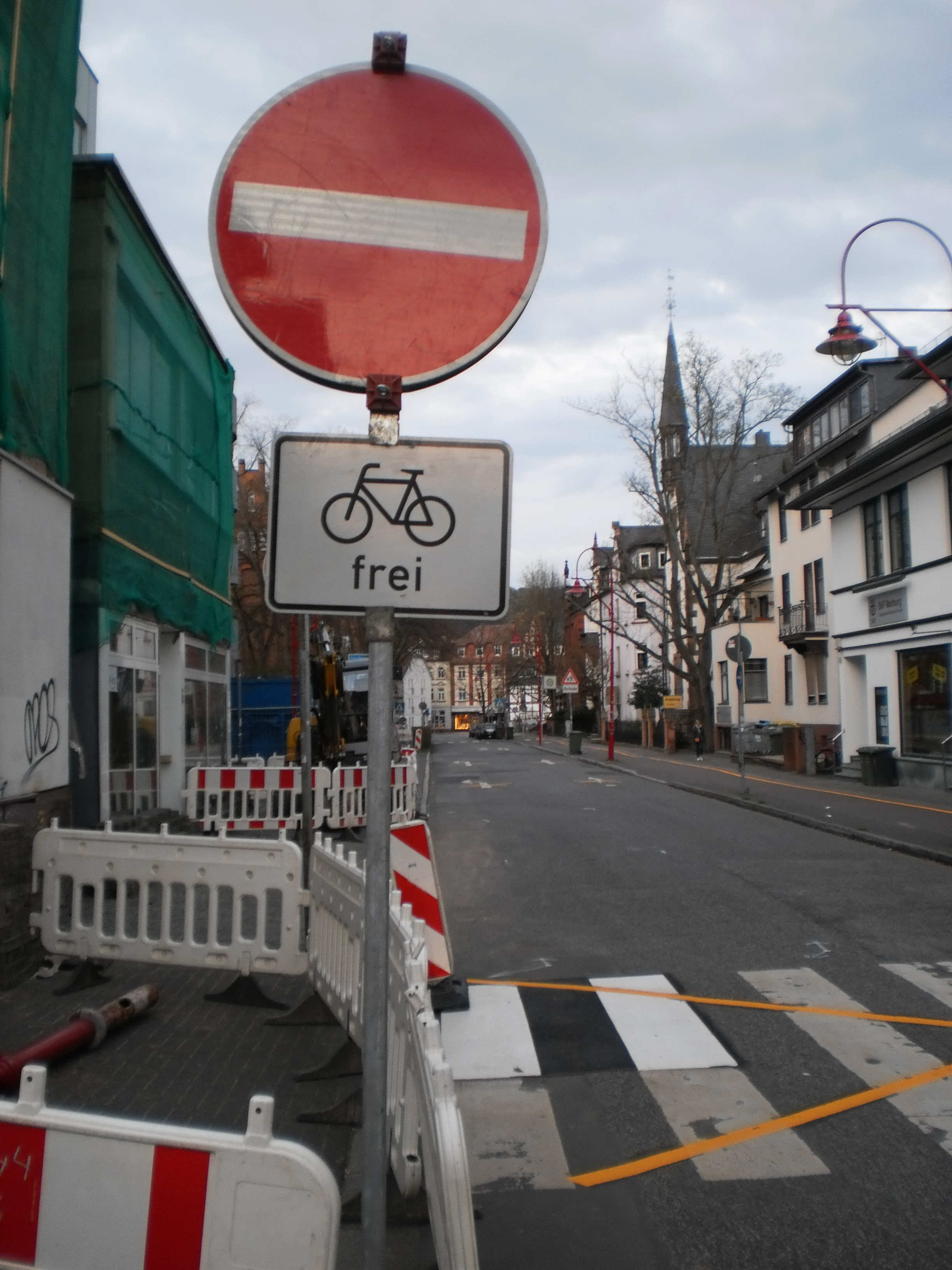
Freigabe einer Einbahnstraße mit Zusatzzeichen 1022-10, „Radfahrer frei“, auch während einer Baustellenphase

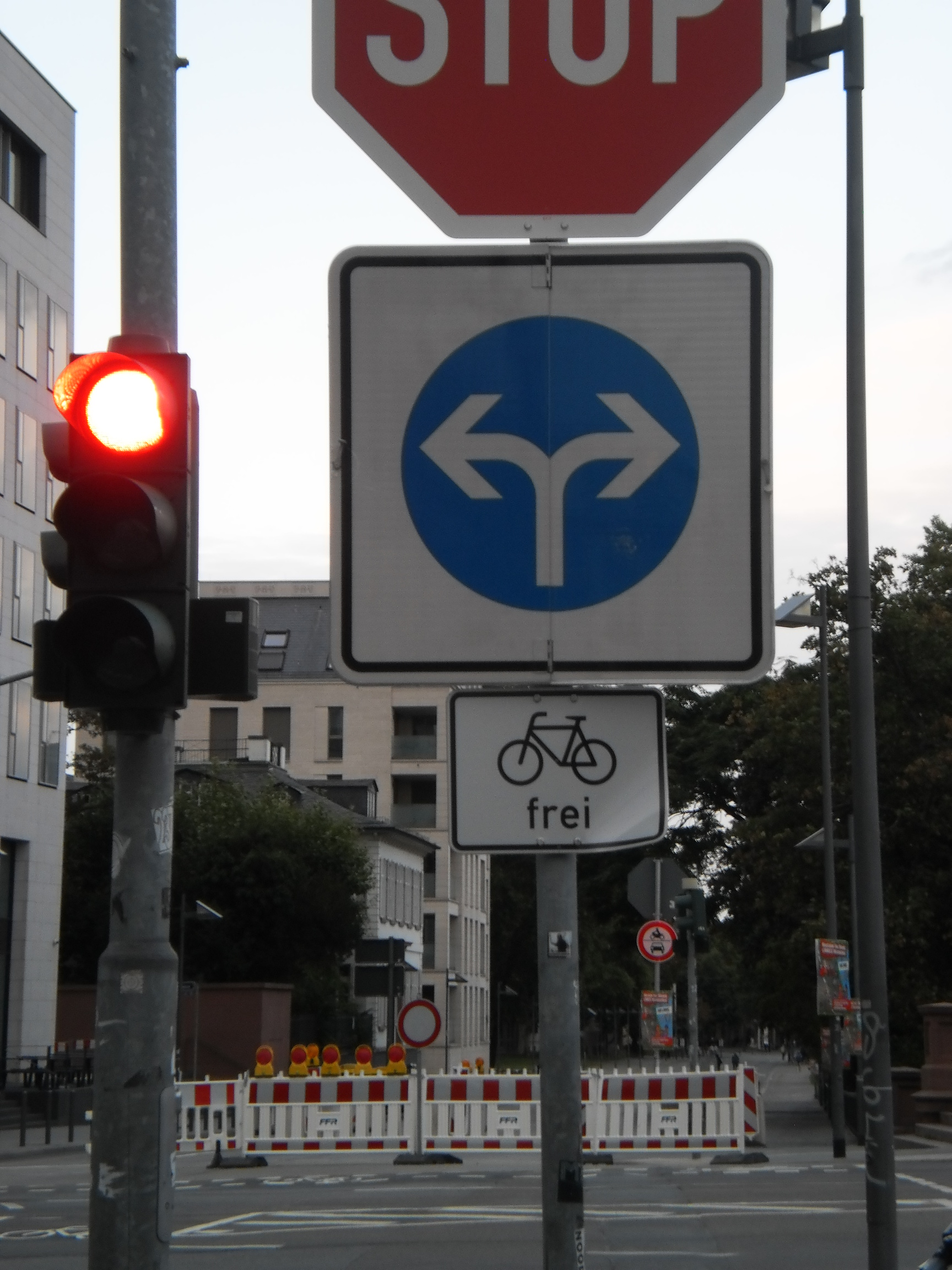
Abbiegegebot für Kfz am autofreien Mainkai in Frankfurt (2019) nach rechts und links, geradeaus durchlässig für Radverkehr mit Freigabe

In vielen Fällen wird für einen Zuständigkeitsbereich ein Radverkehrskonzept erstellt, z. B. für das Gebiet einer Gemeinde oder Stadt oder für einen Landkreis. Darin erarbeitet wird meist ein Radverkehrsnetz, Mängel- und ggf. Potenzialanalyse, Maßnahmenvorschläge in den verschiedenen Handlungsbereichen und meist auch eine Priorisierung von Maßnahmen. Inhaltliche Hinweise dazu geben die Empfehlungen für Radverkehrsanlagen.
Zur Abwicklung des Radverkehrs wird eine bauliche und ordnungsrechtliche Infrastruktur benötigt.
Radverkehr ist als komplexes System zu verstehen, das in viele Lebensabläufe des Menschen integriert werden muss. In die planerischen Entscheidungen zugunsten des Radverkehrs müssen auch die anderen Verkehrsarten Fuß-, Kfz- und schienengebundener Nahverkehr einbezogen werden. Dies erfordert eine integrierte Planung. Zu einer von vielen Seiten gewünschten Förderung des Radverkehrs gehört deshalb auch eine entsprechende Öffentlichkeitsarbeit und die Anpassung des Ordnungsrahmens durch Gesetze und Verordnungen sowie eine hinreichende Finanz- und Personalausstattung (Radverkehrsplanung ist detailorientiert und erfordert deutlich höheren Planungsaufwand als „normaler“ Straßenbau). In der klassischen Radverkehrsplanung steht die bauliche Gestaltung des Fahrweges, das heißt die Schaffung von Radfahrstreifen oder baulich getrennter Radwege, im Mittelpunkt des Interesses. Inzwischen haben sich durchgehende Planungen für ganze Routen, zum Beispiel mit Teilabschnitten in ruhigen Erschließungsstraßen, Fahrradstraßen, Grünanlagen als wirkungsvolleres Planungsprinzip durchgesetzt; zusammenhängende Radverkehrsnetze werden auch mit Wegweisern beschildert. Als weitergehender Ansatz ist die Diskussion oder Planung von einzelnen Radschnellwegen hinzugekommen. Bei der Umsetzung dieser Planungsprinzipien gibt es in Deutschland oft noch Verzögerungen.
Weitere Gesichtspunkte:
- Abbau von (für den Radverkehr) unnötigen oder hinderlichen Einschränkungen aller Art, z. B. Kennzeichnung für Radfahrer durchlässiger Sackgassen, Öffnung von Einbahnstraßen für Radfahrer auch in der Gegenrichtung, Herausnahme von Radfahrern bei Abbiegegeboten, Verkürzung von Wartezeiten an Ampeln
- Gewährleistung der Barrierefreiheit durch Rampen statt Treppen, Asphalt statt Großsteinpflaster oder gar Kopfsteinpflaster, Bordabsenkungen, ausreichend bemessene hindernisfreie Wege
- Wartung, Reinigung und Schneeräumung der Wege
- sicheres Fahrrad-Parken sowohl zum Diebstahl- als auch zum Witterungsschutz an Quellen und Zielen des Radverkehrs
- zusätzliche Verfügbarkeit von Fahrrädern durch Netze von Selbstbedienungsstationen zur Fahrradvermietung usw. im gesamten Radverkehrssystem.

Bei allen Verkehrsformen zeigt sich, dass sich durch die Verbesserung der jeweiligen Infrastruktur der entsprechende Verkehrsanteil erhöhen lässt. Im Gegensatz zum Radverkehr sind Barrierefreiheit und Rund-um-Service für den Autoverkehr seit Mitte des 20. Jahrhunderts in den entwickelten Ländern überwiegend zur Selbstverständlichkeit geworden. Beispiele aus dem System des Kfz-Verkehrs dafür sind autogerechte Verkehrsführung und Verkehrsflächen, Schnellstraßen, Autobahnen, Parkhäuser, Vorgaben über die Anzahl und Gestaltung von Parkplätzen beispielsweise an Einkaufszentren, amtliche Ausschilderungen von Serviceangeboten, wie Tank- und Rastanlagen oder Motels. Für den Radverkehr fehlen solche Angebote bis heute überwiegend oder beruhen auf lokalen bzw. privaten Initiativen.

### Separation der Verkehrsarten
Während lange Zeit eine Trennung der verschiedenen Verkehrsformen favorisiert wurde, gibt es seit etwa Anfang der 1990er Jahre Kritik an den auf Separation nach Verkehrsarten angelegten Konzepten, da Radwege und Radfahrstreifen das Unfallrisiko gegenüber dem Fahren auf der Fahrbahn stark erhöhen können, zum Teil auf Grund unzulänglicher Gestaltung (je nach Variante des Radweges auf das Drei- bis Zwölffache). Aus diesem Grund ist in Deutschland seit dem 1. Oktober 1998 die allgemeine Benutzungspflicht für Radverkehrsanlagen abgeschafft worden. Damit ist die Führung des Radverkehrs auf der Fahrbahn der Normalfall, während die Benutzungspflicht für Radverkehrsanlagen nur in Ausnahmefällen und nach einer Einzelfallprüfung angeordnet werden darf.

### Nationaler Radverkehrsplan in Deutschland
Radverkehrsplanung ist überwiegend kommunale Aufgabe, bei der Finanzierung gibt es vielfältige Fördermöglichkeiten, die aber im Gegensatz zu den Finanzierungsmöglichkeiten (und Summen) für den Öffentlichen Nah- und Fernverkehr sowie den Kfz-Verkehr marginal sind.
Politisch ist die Förderung des Radverkehrs parteienübergreifend auch auf nationaler Ebene als Aufgabe anerkannt worden. So verabschiedete der Deutsche Bundestag 2002 den Nationalen Radverkehrsplan (NRVP) der Bundesregierung für die Jahre 2002 bis 2012. Anfang 2012 wurde als Weiterentwicklung der Nationale Radverkehrsplan 2020 vorgelegt und am 6. September 2012 vom Bundeskabinett beschlossen.
Inzwischen ist seit 2021 der Nationale Radverkehrsplan 3.0 gültig. Im Zeitverlauf sind insbesondere die finanziellen Förderangebote auf Bundesebene stark gewachsen.
Mit dem Fahrradportal hatte das damalige Bundesministerium für Verkehr, Bau und Stadtentwicklung (BMVBS) ab 2004 bis 2022 eine Informations- und Arbeitsplattform im Internet aufgebaut, die der besseren Koordination von Bundes-, Landes- und Kommunalverwaltungen sowie interessierten Arbeitsgruppen diente. Dort gab es, bearbeitet vom Deutschen Institut für Urbanistik unter Leitung von Tilman Bracher, u. a. einen umfassenden Überblick über deutschsprachige Literatur und Studien zum Radverkehr. Seit 2006 ist das Thema beim Ministerium in der Abteilung Stadtentwicklung und Wohnen im Referat SW 24 „Radverkehr“ angesiedelt.
Inzwischen ist neben dem BMDV das Bundesamt für Logistik und Mobilität (BALM) zuständig, u. a. für Fortbildungsangebote und die Bewilligung von Förderungen, die nicht über die Bundesländer organisiert sind.

### Andere Organisationen in Deutschland
Technische Regelwerke wurden im Arbeitskreis „Radverkehr“ des Arbeitsausschusses „Anlagen des Fußgänger- und Radverkehrs“ bei der Forschungsgesellschaft für Straßen- und Verkehrswesen (FGSV) erarbeitet. Dieser hat die Empfehlungen für Radverkehrsanlagen (ERA) erstellt, die 2010 veröffentlicht wurden. Inzwischen sind die Arbeitsausschüsse (AA) für Fuß- und Radverkehr voneinander getrennt, der AA 2.5 Radverkehr hat aktuell sechs Arbeitskreise, die die ERA fortschreiben, sich um Radschnellverbindungen kümmern, Hinweise zur Quantifizierung des Radverkehrs und ein Arbeitspapier Pedelec-taugliche Infrastruktur erarbeiten sowie die Hinweise zur Signalisierung des Radverkehrs überarbeiten. Schließlich werden auch die Hinweise zum Fahrradparken überarbeitet. Hinzu kommt die Überarbeitung des Merkblatt zur wegweisenden Beschilderung für den Radverkehr von 1998.
Als fachliche Lobbygruppe verstand sich der Fachausschuss Radverkehr von ADFC und der Vereinigung für Stadt-, Regional- und Landesplanung (SRL), der inzwischen von Seiten des ADFC-Bundesverbands abgewickelt wurde. Einzelne ältere Positionspapiere sind noch verfügbar. Der ADFC ist als politische Lobbygruppe aktiv.

## Fahrtechnische Voraussetzungen
Der radfahrende Verkehrsteilnehmer muss in der Lage sein, das Verkehrsmittel Fahrrad im Straßenverkehr fahrtechnisch sicher zu beherrschen und in einem verkehrstechnisch einwandfreien Zustand zu halten, zumal keine TÜV-Prüfung für Fahrräder vorgeschrieben ist.
Der junge Radfahrer lernt die erforderlichen Techniken, Verkehrszeichen und Verkehrsregeln meist durch entsprechende Angebote der Deutschen Verkehrswacht, der Verkehrspolizei und der Schulen, die geeignete Anlagen wie Verkehrsübungsplätze und speziell ausgebildete Lehrkräfte zur Verfügung stellen. Die älteren Verkehrsteilnehmer sind weitestgehend auf ihre Eigenverantwortung angewiesen.
Zur Feststellung der technischen Fahrtüchtigkeit und sicheren Handhabung des Verkehrsmittels Fahrrad stellt die Verkehrsdidaktik neben erprobten Ausbildungsprogrammen auch geeignete Lernkontrollen in Form von kurzweiligen Radfahrprüfungen bereit, die es jedermann ermöglichen, seine sichere Bewegungsfähigkeit in den öffentlichen Verkehrsräumen zu überprüfen und zu verbessern.

## Gesetzliche Bestimmungen
Hier werden die rechtlichen Bestimmungen für das Radfahren beschrieben. Die gesetzlichen Regeln für das Fahrrad selbst, also beispielsweise die Ausrüstung mit Licht, Hupe etc. finden sich im Artikel Fahrrad.

### Deutschland
Benutzt ein Radfahrer den öffentlichen Verkehrsraum, ist er als Verkehrsteilnehmer an die Bestimmungen der Straßenverkehrs-Ordnung (StVO) hinsichtlich seiner Rechte, seiner Pflichten, seiner Fahrtüchtigkeit und der Verkehrssicherheit und Gebrauchstauglichkeit seines Fahrzeuges gebunden. Er ist im Sinne der StVO ein Fahrzeugführer.
In der Regel fahren Radfahrer in Deutschland auf der Fahrbahn, es sei denn es existieren zusätzliche benutzungspflichtige oder nicht benutzungspflichtige Radverkehrsanlagen (§ 2 Abs. 1, 4 und 5 der StVO). Benutzungspflichtige Radverkehrsanlagen sind durch Verkehrszeichen 237, 240, 241-30 oder 241-31 gekennzeichnet. Teilweise können auch sonst gesperrte Verkehrswege wie Einbahnstraßen, Gehwege oder Fußgängerzonen durch Zeichen 1022 für Radfahrer freigegeben sein. Autobahnen und Kraftfahrstraßen sind generell für Radfahrer gesperrt. Kinder unter 8 Jahren müssen auf dem Gehweg fahren, dürfen aber auch baulich von der Fahrbahn getrennte Radwege benutzen. Eine geeignete Aufsichtsperson darf das noch nicht 8 Jahre alte Kind mit dem Fahrrad auf dem Gehweg begleiten. Kinder, die 8 oder 9 Jahre alt sind, dürfen Gehwege benutzen, müssen es aber nicht. Wird vor dem Überqueren einer Fahrbahn ein Gehweg benutzt, müssen das Kind und die begleitende Aufsichtsperson absteigen.
Voraussetzungen einer Radwegebenutzungspflicht

„Eine Radwegebenutzungspflicht darf nur angeordnet werden, wenn aufgrund der besonderen örtlichen Verhältnisse eine Gefahrenlage besteht, die das allgemeine Risiko einer Rechtsgutbeeinträchtigung erheblich übersteigt (§ 45 Abs. 9 Satz 2 der Straßenverkehrs-Ordnung – StVO).“

Die Radwegebenutzungspflicht wird häufig kritisiert, weil zum einen trotz mangelnder baulicher Voraussetzungen (z. B. Mindestbreite, Oberflächenzustand) Radwege teilweise als benutzungspflichtig ausgewiesen sind und weil zum anderen verschiedene Studien auf erhöhte Unfallgefahr hinweisen, wenn Fahrrad- und motorisierter Verkehr auf getrennten Verkehrswegen statt im Mischbetrieb unterwegs sind. Auch eine rechtswidrige Ausschilderung ist jedoch meist wirksam.
Technische Ausrüstung
- Beleuchtung:
  - In Deutschland sind Radfahrer verpflichtet, ihr Rad mit einer Fahrradbeleuchtung und Reflektoren gemäß § 67 StVZO auszustatten, um es im öffentlichen Verkehr benutzen zu dürfen. Im Gegensatz zu Kleinkrafträdern, zu denen auch S-Pedelecs zählen, ist beim Fahrrad kein permanentes Tagfahrlicht vorgeschrieben. Ähnliche Verordnungen gelten auch in anderen Ländern.

Unfallzahlen
Die „Vision Zero“ ist in der Verwaltungsvorschrift zur StVO (VwV-StVO) zum § 1 der StVO so – als verbindlich – vorgegeben:

„Die Straßenverkehrs-Ordnung (StVO) regelt und lenkt den öffentlichen Verkehr. Oberstes Ziel ist dabei die Verkehrssicherheit. Hierbei ist die ‚Vision Zero‘ (keine Verkehrsunfälle mit Todesfolge oder schweren Personenschäden) Grundlage aller verkehrlichen Maßnahmen.“

Bedauerlicherweise jedoch liegt die Zahl der Unfälle mit Beteiligung von Radfahrenden in Deutschland mit schwerer Körperschädigung (= mit Tötung bzw. mit schwerer Körperverletzung) immer noch sehr hoch / deutlich zu hoch: Lediglich um 3,4 % nahm deren Anzahl in Deutschland von 2023 auf 2024 ab.
Die nachfolgende Tabelle gibt die polizeilich aufgenommenen, auf jeweils 100.000 Einwohner bezogenen Zahlen 2024 der Verkehrsunfälle mit schwerer Körperschädigung (Tötung/schwerer Verletzung) mit Radfahrer-Beteiligung für die 15 Städte in Deutschland mit mehr als 500.000 Einw. wieder. Hier sind nur die "Vision-Zero-Unfälle" (schwer bzw. tödlich verletzt, engl. "ksi" für "killed or seriously injured") halten: Polizeilich aufgenommene Verkehrsunfälle nur mit leichter Verletzung bzw. nur mit Sachschaden sind hier nicht betrachtet.
Die Tabelle zeigt stark auseinanderdriftende Entwicklungen dieser Unfallzahlen 2023 => 2024:
- positiv: in zwölf Städten nahmen sie ab, um bis zu 29,2 % (Nürnberg),
- negativ: in drei Städten nahmen sie zu, um bis zu 13,3 % (Frankfurt am Main),
- die auf die Einwohnerzahl bezogenen Unfallzahlen liegen um mehr als den Faktor 4 auseinander: Dresden = 34,0 (höchster Wert) <=> Duisburg = 7,5 (niedrigster Wert).

| Stadt             | Rang: Höchste ksi-Unfallzahlen | Schw. Unf. m. Rad-Bet. je 100.000 Einw. | Veränderung 2024 gegenüber 2023 | absolute Zahl: getötet | absolute Zahl: schwer verletzt |
| ----------------- | ------------------------------ | --------------------------------------- | ------------------------------- | ---------------------- | ------------------------------ |
| Dresden           | 1                              | 34,0                                    | + 2,1 %                         | 2                      | 191                            |
| Köln              | 2                              | 21,5                                    | - 9,5 %                         | 5                      | 207                            |
| Leipzig           | 3                              | 17,1                                    | - 13,6 %                        | 4                      | 102                            |
| Nürnberg          | 4                              | 16,9                                    | - 29,2 %                        | 4                      | 85                             |
| Bremen Stadt      | 5                              | 16,4                                    | - 13,2 %                        | 5                      | 90                             |
| Hannover          | 6                              | 14,7                                    | - 11,4 %                        | 3                      | 78                             |
| München           | 7                              | 14,1                                    | - 0,8 %                         | 5                      | 209                            |
| Frankfurt am Main | 8                              | 13,9                                    | + 13,3 %                        | 3                      | 105                            |
| Berlin            | 9                              | 13,7                                    | - 6,8 %                         | 8                      | 526                            |
| Düsseldorf        | 10                             | 13,4                                    | - 19,3 %                        | 0                      | 85                             |
| Hamburg           | 11                             | 12,9                                    | + 0,7 %                         | 11                     | 242                            |
| Stuttgart         | 12                             | 12,3                                    | - 2,5 %                         | 1                      | 77                             |
| Dortmund          | 13                             | 7,9                                     | - 21,9 %                        | 2                      | 45                             |
| Duisburg          | 14                             | 7,5                                     | - 0,3 %                         | 1                      | 37                             |
| Essen             | 15                             | 7,7                                     | - 9,0 %                         | 2                      | 40                             |

Anmerkungen:
1. Aktualisierung: Mit Erscheinen der Unfallzahlen 2025 im Unfallatlas von DESTATIS im Sommer 2026 wird auch diese Tabelle vom jetzigen Stand „2024“ auf den Stand „2025“ aktualisiert.
2. Weiterer Gesichtspunkt: Statistisch gesehen ist der Bezug der Unfallzahlen mit Beteiligung Radfahrender auf die Einwohnerzahlen nur ein Aspekt. Eine weitere Tabelle der Radunfall-Zahlen mit Körperschädigung ist wünschenswert: Mit Bezug auf den Radverkehrsanteil am Gesamtverkehr in den einzelnen Städten, sie wird daher parallel erarbeitet.

Rechtliche Besonderheiten
Das Fahrradfahren ist auf Helgoland verboten.

### Österreich
Für den Radverkehr gilt als oberstes Prinzip die allgemeine Fahrordnung der Straßenverkehrsordnung. Darüber hinaus gibt es für den Radverkehr zusätzliche Sonderbestimmungen. Die wichtigsten:
- Altersbeschränkung: Das Mindestalter, um ein Fahrrad im öffentlichen Verkehr lenken zu dürfen, liegt bei 12 Jahren. Kinder unter diesem Alter dürfen nur in Begleitung von Personen, die das 16. Lebensjahr vollendet haben, oder mit behördlicher Bewilligung mit dem Fahrrad fahren. Mit einem Radfahrausweis, der unter bestimmten Voraussetzungen erhalten werden kann, ist das Radfahren ab 10 Jahren möglich.

- Radfahranlagen:
  - Benutzungspflicht: Ist eine Radfahranlage (Radweg, Geh- und Radweg, Radfahrstreifen, Mehrzweckstreifen) vorhanden, so muss diese auch benützt werden. Mit Fahrrädern mit Anhängern bis 80 cm Breite oder Anhängern zur Personenbeförderung, mit mehrspurigen Fahrrädern bis 80 cm Breite, sowie bei Trainingsfahrten mit Rennfahrrädern (in der Definition der Fahrradverordnung), und seit 1. April 2019 mit Fahrrädern mit 1,70 m und mehr Radstand[38] besteht Wahlfreiheit, ob die Radfahranlage oder die allgemeine Fahrbahn befahren wird. Mit Fahrrädern mit Anhängern die breiter als 80 cm, sowie mit mehrspurigen Fahrrädern die breiter als 80 cm sind, dürfen Radfahranlagen nicht benützt werden und ist die allgemeine Fahrbahn zu befahren. Beim Verlassen einer Radfahranlage ist dem fließenden Verkehr Vorrang zu geben.
  - Fahrordnung auf Radfahranlagen: Grundsätzlich dürfen Radfahranlagen in beiden Richtungen befahren werden, sofern sich aus Bodenmarkierungen (Richtungspfeile) nichts anderes ergibt. Die Ausnahme hierbei ist der Radfahrstreifen (auf der Fahrbahn), denn dieser darf nur in derselben Richtung wie der links davon angrenzende Fahrstreifen befahren werden. In Einbahnen mit Radfahrstreifen gegen die Einbahn ist dieser, entsprechend dem Rechtsfahrgebot, in der Fahrtrichtung der Einbahn zu benützen. In Einbahnrichtung ist die allgemeine Fahrbahn oder, wenn vorhanden, ein rechts angrenzender Radfahrstreifen oder Radweg zu befahren.
  - Radfahrerüberfahrten: An Radfahrerüberfahrten, an denen der Verkehr nicht durch Arm- oder Lichtzeichen geregelt wird, dürfen sich Radfahrer nur mit einer Geschwindigkeit von höchstens 10 km/h annähern. Die Radfahrerüberfahrt darf in diesen Fällen nicht unmittelbar vor einem herannahenden Fahrzeug und für dessen Lenker überraschend befahren werden.

- Fußgängerüberwege (vulgo Zebrastreifen): Seit 1. April 2019 dürfen Fußgängerüberwege explizit nicht in Längsrichtung mit dem Fahrrad befahren werden. Ab demselben Datum können Fußgängerüberweg und Radfahrerüberfahrt übereinandergelegt werden. Dies erfolgt durch Bodenmarkierung in Leitermuster: An den Rändern der Streifenreihe schließen auf Lücke weiße Quadrate (vulgo: Würfelmarkierung) an.[39]

- Fahren gegen eine Einbahnstraße: Das Radfahren gegen eine Einbahnstraße ist – so wie dem Verkehr mit Kraftfahrzeugen oder anderen nicht motorisierten Fahrzeugen – verboten. Durch Verordnung, angezeigt durch Zusatztafeln an den Verkehrsschildern der Einbahn (Hinweiszeichen Einbahnstraße am Beginn und Verbotszeichen Einfahrt verboten am Ende), können Radfahrer von der Einbahnregelung ausgenommen werden. Die Anbringung von Radfahrstreifen gegen die Einbahn ist nicht zwingend vorgeschrieben.

- Gehsteige, Gehwege und Fußgängerzonen: Radfahren auf Gehsteigen und Gehwegen ist in Längsrichtung verboten. In Fußgängerzonen ist Radfahren nur erlaubt, wenn Radverkehr durch Zusatzschild vom allgemeinen Fahrverbot ausgenommen ist.

- Wohnstraßen dürfen mit allen Fahrzeugen nur in Schrittgeschwindigkeit befahren werden. Mit Fahrrädern ist das Durchfahren (das für den allgemeinen Verkehr verboten ist) und das Nebeneinanderfahren zulässig. In Wohnstraßen die auch Einbahnstraßen sind, ist das Radfahren gegen die vorgeschriebene Fahrtrichtung auch ohne verordnete Ausnahme erlaubt.

- Nebeneinanderfahren ist auf Straßen mit öffentlichem Verkehr nur auf Radwegen und in Wohnstraßen sowie bei Trainingsfahrten mit Rennfahrrädern zulässig. Beim Nebeneinanderfahren darf nur der äußerste rechte Fahrstreifen benützt werden. Dies bedeutet in der Praxis – und ausgehend von der üblichen Fahrstreifenbreite –, dass maximal zwei trainierende Radrennfahrer nebeneinander unterwegs sein dürfen.

- Vorschlängeln: Lenker von einspurigen Fahrzeugen (einspurige Fahrräder, Motorräder, Mofas und dergleichen) dürfen vor Kreuzungen, Straßenengen, schienengleichen Eisenbahnübergängen oder dergleichen neben oder zwischen den angehaltenen Fahrzeugen vorfahren, um sich weiter vorne aufzustellen. Zulässig ist dies allerdings nur, wenn dafür ausreichend Platz vorhanden ist und wenn Lenker, die ihre Absicht zum Einbiegen angezeigt haben, beim Einbiegen nicht behindert werden. Da das so genannte Vorschlängeln nur mit einspurigen Fahrzeugen erlaubt ist, gilt das Verbot des Vorfahrens auch für mehrspurige Fahrräder. Obwohl das Vorschlängeln für Einspurige erlaubt ist, sollte der Radfahrer dennoch vorsichtig und mit angemessenem Tempo vorfahren, um auf plötzliche Situationen, wie beispielsweise das Öffnen einer Autotür, rasch reagieren zu können. Zu beachten ist, dass, wenn sich die angehaltenen Fahrzeuge in Bewegung setzen, das Vorfahren zum unzulässigen Überholen wird.

- Fahrradschieben: „Wer ein Fahrrad schiebt, gilt nicht als Radfahrer“ (§ 65 Abs. 1 zweiter Halbsatz StVO) seit der 20. Novelle der Straßenverkehrsordnung. Damit sollte erreicht werden, dass Fahrräder nicht auf der Fahrbahn geschoben werden müssen, „da nicht zwischen einem Fußgänger als solchem und einem Fußgänger, der zusätzlich ein Fahrrad neben sich herschiebt, unterschieden werden soll“.[40] Nach herrschender Rechtsmeinung und Spruchpraxis ist daher zwar nicht vom Gesetzeswortlaut, jedoch von der Rechtsauslegung, wer ein Fahrrad schiebt ein Fußgänger. Verboten ist demnach das Schieben von Fahrrädern auf Radfahranlagen und der allgemeinen Fahrbahn, zulässig ist es jedoch auf Gehwegen, Gehsteigen und in Fußgängerzonen. Explizit nach StVO ist das Schieben von Fahrrädern in Wohnstraßen und in Straßen mit allgemeinem Fahrverbot (Verbotszeichen Fahrverbot (in beiden Richtungen)) zulässig.

- Alkohol am Steuer: Die Alkoholgrenze beim Lenken eines Fahrrades liegt nach der allgemeinen Regel von § 5 Abs. 1 StVO bei 0,8 Promille Alkoholgehalt im Blut bzw. 0,4 mg/l in der Atemluft. (Vgl.: Beim Lenken eines Kraftfahrzeuges gelten 0,5 Promille nach den schärferen Regeln des KFG.) Bei 0,5 Promille oder mehr oder bei vermuteter Fahrunfähigkeit durch Alkohol oder Suchtgiftmittel können Lenker von Fahrzeugen (also auch von Fahrrädern) von Organen der Straßenaufsicht an der Inbetriebnahme oder dem Lenken eines Fahrzeuges gehindert werden (§ 5b Abs. 1. StVO). Der Führerschein kann Radfahrern nur in schwerwiegenden Fällen entzogen werden, etwa bei Verdacht auf mangelnde Verkehrszuverlässigkeit. Diese muss in einem behördlichen Verwaltungsverfahren festgestellt werden.[41]

### Andere Länder
Die gesetzliche Lage in anderen Ländern kann sich von jener im deutschsprachigen Raum zum Teil erheblich unterscheiden. So gilt beispielsweise in Spanien und Portugal die Rechts-vor-links-Regel nicht für Radfahrer: Hier hat der motorisierte Verkehr gegenüber Radfahrern immer Vorrang.

## Ausbildung und Forschung
Die deutsche Bundesanstalt für Straßenwesen (BASt) und die schweizerische Beratungsstelle für Unfallverhütung (bfu) bearbeiten und veröffentlichen regelmäßig Forschungsvorhaben zum Radverkehr, besonders zu den Themen „Verhalten und Sicherheit im Verkehr“ und „Straßenverkehrstechnik“. In Deutschland kommen Studien im Auftrag der Unfallforschung der Versicherer hinzu, z. B. zu Fragen wie der Führung des Radverkehrs an Kreisverkehren oder der Problematik von Abbiegeunfällen. Einen Überblick zum Stand der Forschung in Deutschland gibt ein Forschungsinformationssystem Mobilität und Verkehr der Universität Dresden.
Die bfu befasst sich wissenschaftlich mit der Umsetzung des durch die Vision Zero angestrebten Ziels, Tote und Schwerverletzte im Straßenverkehr ganz zu vermeiden.
Mit einer fünfjährigen Förderung des BMDV werden ab 2021 an sieben deutschen Hochschulen Stiftungsprofessuren und somit auch Veranstaltungen und Vertiefungsfächer zum Radverkehr angeboten:
- Frankfurt am Main: Frankfurt University of Applied Sciences
- Kassel: Universität Kassel
- Karlsruhe: Hochschule Karlsruhe[45]
- Wiesbaden: Hochschule RheinMain
- Wildau: Technische Hochschule Wildau
- Wolfenbüttel: Ostfalia Hochschule für angewandte Wissenschaften
- Wuppertal: Bergische Universität Wuppertal

## Beispiele für Radverkehr
In manchen Regionen und Orten, insbesondere in dicht besiedelten Räumen, mit einem hohen Radverkehrsaufkommen ist im Vergleich zu anderen Regionen eine Fahrradkultur zu beobachten. Die folgenden Artikel geben darüber weitergehenden Aufschluss.

### Deutschsprachiger Kulturraum
- Deutschland: Bremen, Freiburg, Hannover, Köln, München, Münster, Karlsruhe
- Schweiz: Basel, Bern, Winterthur, Zürich

### Andere Länder
- Dänemark: Kopenhagen, mit dem Anspruch, die weltbeste Fahrradstadt werden zu wollen
- Frankreich: Paris
- Niederlande: Radfahren in den Niederlanden